# Campeonato Chileno de Futebol de 1998
O Campeonato Chileno de Futebol de 1998 (oficialmente Campeonato Nacional de Fútbol Profesional de la Primera División de Chile) foi a 67ª edição do campeonato do futebol do Chile. Os 16 clubes jogam todos contra todos, sendo o primeiro colocado campeão. Os dois últimos colocados são rebaixados diretamente para a Campeonato Chileno de Futebol - Segunda Divisão. O campeão e o ganhador da ligilla entre o vice, 3º, 4º e 5º lugar se classificam para a Copa Libertadores da América de 1999.

## Participantes
| Equipe                               | Cidade       | Região                           | No ano anterior                                                     | Estádio                                | Capacidade | Títulos                                              | Participações |
| ------------------------------------ | ------------ | -------------------------------- | ------------------------------------------------------------------- | -------------------------------------- | ---------- | ---------------------------------------------------- | ------------- |
| Club Social y Deportivo Colo-Colo    | Macul        | Região Metropolitana de Santiago | Campeão                                                             | Estádio Monumental David Arellano      | 47.017     | 21 (Último em 1997 Clausura)                         | 67            |
| Club Deportivo Universidad Católica  | Las Condes   | Região Metropolitana de Santiago | Vice Campeão                                                        | Estádio San Carlos de Apoquindo        | 20.000     | 8 (1949, 1954, 1961, 1966, 1984,1987, 1997 Apertura) | 58            |
| Club de Deportes Cobreloa            | Calama       | Região de Antofagasta            | Quinto Lugar                                                        | Estádio Municipal de Calama            | 12.000     | 5 (1980, 1982, 1985, 1988, 1992)                     | 22            |
| Club Deportivo Palestino             | La Cisterna  | Região Metropolitana de Santiago | Décimo Lugar                                                        | Estádio Municipal de La Cisterna       | 12.000     | 2 (1955, 1978)                                       | 44            |
| Club Universidad de Chile            | Santiago     | Região Metropolitana de Santiago | Quarto Lugar                                                        | Estádio Nacional de Chile              | 55.100     | 10 (último em 1995)                                  | 60            |
| Club de Deportes Coquimbo Unido      | Coquimbo     | Região de Coquimbo               | Oitavo Lugar                                                        | Estádio La Pampilla                    | ---        | 0 (não possui)                                       | 16            |
| Club de Deportes Temuco              | Temuco       | Região de Araucanía              | Décimo Quarto Lugar                                                 | Estádio Municipal Germán Becker        | 20.930     | 0 (não possui)                                       | 26            |
| Club Deportivo Provincial Osorno     | Osorno       | Região de Los Lagos              | Sétimo Lugar                                                        | Estádio Municipal Rubén Marcos Peralta | 12.000     | 0 (não possui)                                       | 8             |
| Club Social y de Deportes Concepción | Concepción   | Região de Bío-Bío                | Décimo Sexto Lugar                                                  | Estádio Municipal de Concepción        | 35.000     | 0 (não possui)                                       | 29            |
| Club Deportivo Huachipato            | Talcahuano   | Região de Bío-Bío                | Décimo Segundo Lugar                                                | Estádio Las Higueras                   | -----      | 1 (1974)                                             | 25            |
| Club de Deportes Santiago Wanderers  | Valparaíso   | Região de Valparaíso             | Décimo Quinto Lugar                                                 | Estádio Elías Figueroa Brander         | 23.000     | 2 (1958, 1968)                                       | 43            |
| Audax Club Sportivo Italiano         | La Florida   | Região Metropolitana de Santiago | Terceiro Lugar                                                      | Estádio Municipal de La Florida        | 12.000     | 4 (1936, 1946, 1948, 1957)                           | 53            |
| Club de Deportes La Serena           | La Serena    | Região de Coquimbo               | Nono Lugar                                                          | Estádio La Portada                     | 18.500     | 0 (não possui)                                       | 31            |
| Club de Deportes Puerto Montt        | Puerto Montt | Região de Los Lagos              | Sexto Lugar                                                         | Estádio Regional de Chinquihue         | 5.300      | 0 (não possui)                                       | 3             |
| Club Social de Deportes Rangers      | Talca        | Região de Maule                  | Acesso pelo Campeonato Chileno de Futebol de 1997 - Segunda Divisão | Estádio Fiscal de Talca                | 8.324      | 0 (não possui)                                       | 35            |
| Club de Deportes Iquique             | Iquique      | Região de Tarapacá               | Acesso pelo Campeonato Chileno de Futebol de 1997 - Segunda Divisão | Estádio Municipal de Iquique           | -----      | 0 (não possui)                                       | 13            |

## Campeão
| Campeão Chileno 1998                                           |
| -------------------------------------------------------------- |
| Club Social y Deportivo Colo-Colo (Macul) (22º título) Campeão |